# Nậm Nhùn
Nậm Nhùn là một huyện miền núi nằm ở phía tây tỉnh Lai Châu, Việt Nam.

## Vị trí địa lý
Huyện Nậm Nhùn nằm ở phía tây của tỉnh Lai Châu, nằm cách thành phố Lai Châu khoảng 130 km, cách trung tâm thủ đô Hà Nội khoảng 600 km, có vị trí địa lý:
- Phía đông giáp huyện Sìn Hồ
- Phía tây giáp huyện Mường Tè và huyện Mường Nhé, tỉnh Điện Biên
- Phía nam giáp huyện Mường Chà, huyện Nậm Pồ và thị xã Mường Lay thuộc tỉnh Điện Biên
- Phía bắc giáp tỉnh Vân Nam, Trung Quốc với đường biên giới dài khoảng 24 km.

Huyện có diện tích 1.388,08 km², dân số năm 2019 là 27.261 người, mật độ dân số đạt 19 người/km².

## Hành chính
Huyện Nậm Nhùn có 11 đơn vị hành chính cấp xã trực thuộc, bao gồm thị trấn Nậm Nhùn (huyện lỵ) và 10 xã: Hua Bum, Lê Lợi, Mường Mô, Nậm Ban, Nậm Chà, Nậm Hàng, Nậm Manh, Nậm Pì, Pú Đao, Trung Chải.

## Lịch sử
Nậm Nhùn vốn là tên con suối nhỏ chảy ra sông Đà ở phía tả ngạn và cũng là tên một bản tại đây. Ngày 14 tháng 10 năm 2011, thị trấn Nậm Nhùn được thành lập trên cơ sở các bản: Nậm Nhùn, Pa Kéo, Nậm Hàng thuộc xã Nậm Hàng và một phần diện tích của bản Huổi Héo thuộc xã Nậm Manh. Khi mới thành lập, thị trấn Nậm Nhùn trực thuộc huyện Mường Tè.
Huyện Nậm Nhùn được thành lập vào ngày 2 tháng 11 năm 2012 theo Nghị quyết số 71/NQ-CP của Chính phủ trên cơ sở điều chỉnh 99.019,25 ha diện tích tự nhiên và 16.644 người của 5 xã: Hua Bum, Mường Mô, Nậm Chà, Nậm Hàng, Nậm Manh và thị trấn Nậm Nhùn thuộc huyện Mường Tè; 39.789,34 ha diện tích tự nhiên và 7.521 người của 5 xã: Lê Lợi, Nậm Ban, Nậm Pì, Pú Đao, Trung Chải thuộc huyện Sìn Hồ.
Sau khi thành lập, huyện có 138.808,39 ha diện tích tự nhiên và 24.165 người với 11 đơn vị hành chính trực thuộc, gồm thị trấn Nậm Nhùn (huyện lỵ) và 10 xã: Hua Bum, Lê Lợi, Mường Mô, Nậm Ban, Nậm Chà, Nậm Hàng, Nậm Manh, Nậm Pì, Pú Đao, Trung Chải.